# Polska na Drużynowych Mistrzostwach Europy w Lekkoatletyce 2011

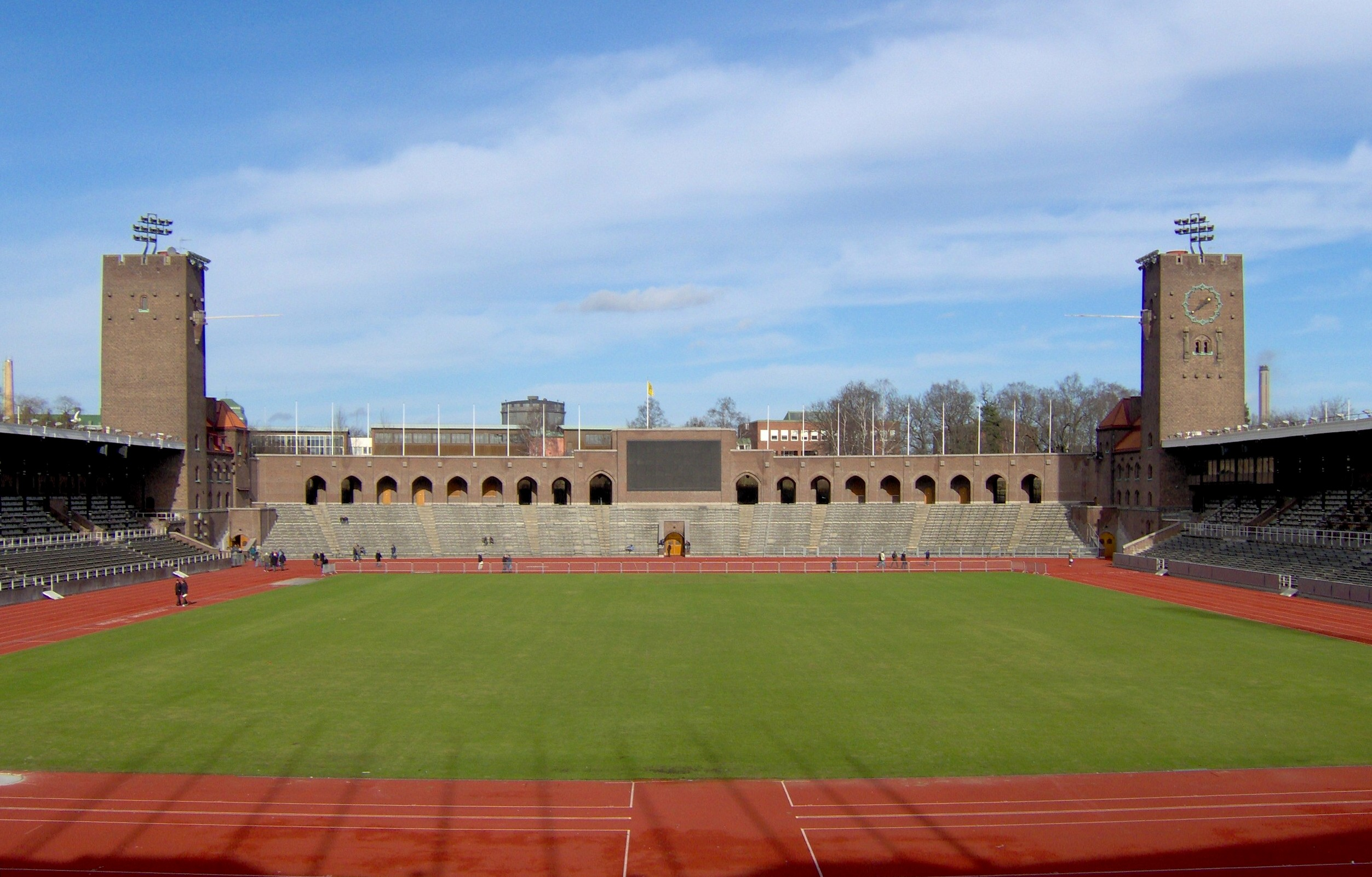
Stadion olimpijski w Sztokholmie

Polska na Drużynowych Mistrzostwach Europy w Lekkoatletyce 2011 – reprezentacja Polski rywalizowała w zawodach superligi drużynowego czempionatu Starego Kontynentu, które odbyły się na Stadionie Olimpijskim w stolicy Szwecji Sztokholmie 18 i 19 czerwca. Kapitanem reprezentacji był mistrz olimpijski w pchnięciu kulą Tomasz Majewski.
Skład reprezentacji Polski w konkurencjach indywidualnych został ustalony na podstawie wyników osiągniętych przez zawodników w okresie od 1 maja do 12 czerwca na zawodach z kalendarzy World Athletics, European Athletics oraz imprez z kalendarza Polskiego Związku Lekkiej Atletyki posiadających klasy mistrzowską i mistrzowską międzynarodową. Sześć zawodniczek do składu sztafety 4 × 100 metrów powołał trener kadry narodowej w porozumieniu z dyrektorem sportowym PZLA. Zawodników do męskiej sztafety 4 × 100 metrów powołano na podstawie wyników w sezonie 2011 – czterech sprinterów z najlepszymi czasami w biegu na 100 metrów oraz dwóch z najlepszymi rezultatami na 100 lub 200 metrów, których powołał trener kadry. Kobieca i męska sztafeta 4 × 400 metrów to piątka zawodników i zawodniczek z najlepszymi czasami w sezonie 2011 oraz szósty zawodnik i zawodniczka powołani przez trenera kadry. Ostateczna decyzja w sprawie składu kadry należała do Dyrektora Sportowego PZLA Piotra Haczka.
Na trzy dni przed rozpoczęciem zawodów w miejsce oszczepnika Igora Janika, który nabawił się kontuzji stopy, do kadry został powołany Paweł Rakoczy, który legitymował się trzecim wynikiem na polskich listach. Janik jeszcze 12 czerwca, czyli kilka dni przed zawodami w Sztokholmie, z wynikiem 81,94 wygrał mityng w Rehlingen.

## Występy reprezentantów Polski

### Mężczyźni
- Bieg na 100 metrów
  - Dariusz Kuć z czasem 10,24 zajął 4. miejsce

- Bieg na 200 metrów
  - Kamil Kryński z czasem 20,83 zajął 2. miejsce

- Bieg na 400 metrów
  - Marcin Marciniszyn z czasem 46,28 zajął 4. miejsce

- Bieg na 800 metrów
  - Adam Kszczot z czasem 1:46,50 zajął 1. miejsce

- Bieg na 1500 metrów
  - Bartosz Nowicki z czasem 3:40,48 zajął 5. miejsce

- Bieg na 3000 metrów
  - Krystian Zalewski z czasem 8:21,61 zajął 12. miejsce

- Bieg na 50000 metrów
  - Łukasz Parszczyński z czasem 13:41,21 zajął 6. miejsce

- Bieg na 3000 metrów z przeszkodami
  - Tomasz Szymkowiak z czasem 8:41,50 zajął 7. miejsce

- Bieg na 110 metrów przez płotki
  - Artur Noga z czasem 13,72 zajął 4. miejsce

- Bieg na 400 metrów przez płotki
  - Rafał Ostrowski z czasem 51,01 zajął 9. miejsce

- Sztafeta 4 × 100 metrów
  - Reprezentacja Polski w składzie: Olaf Paruzel, Dariusz Kuć, Robert Kubaczyk, Kamil Kryński z czasem 39,09 zajęła 4. miejsce

- Sztafeta 4 × 400 metrów
  - Reprezentacja Polski w składzie: Piotr Wiaderek, Marcin Marciniszyn, Kamil Budziejewski, Mateusz Fórmański z czasem 3:04,42 zajęła 4. miejsce

- Skok wzwyż
  - Wojciech Theiner z wynikiem 2,20 zajął  11. miejsce

- Skok o tyczce
  - Łukasz Michalski z wynikiem 5,60 zajął 4. miejsce

- Skok w dal
  - Konrad Podgórski z wynikiem 7,41 zajął 11. miejsce

- Trójskok
  - Karol Hoffmann z wynikiem 16,78 (z wiatrem +2,2 m/s) zajął 4. miejsce

- Pchnięcie kulą
  - Tomasz Majewski z wynikiem 20,51 zajął 2. miejsce

- Rzut dyskiem
  - Piotr Małachowski z wynikiem 61,66 zajął 3. miejsce

- Rzut młotem
  - Paweł Fajdek z wynikiem 76,98 zajął 2. miejsce

- Rzut oszczepem
  - Paweł Rakoczy z wynikiem 71,79 zajął 8. miejsce

### Kobiety
- Bieg na 100 metrów
  - Marta Jeschke z czasem 11,55 zajęła 9. miejsce

- Bieg na 200 metrów
  - Marika Popowicz z czasem 24,03 zajęła 8. miejsce

- Bieg na 400 metrów
  - Agata Bednarek z czasem 52,93 zajęła 9. miejsce

- Bieg na 800 metrów
  - Angelika Cichocka  z czasem 2:01,75 zajęła 7. miejsce

- Bieg na 1500 metrów
  - Sylwia Ejdys z czasem 4:09,75 zajęła 6. miejsce

- Bieg na 3000 metrów
  - Lidia Chojecka z czasem 8:55,73 zajęła 4. miejsce

- Bieg na 5000 metrów
  - Wioletta Frankiewicz z czasem 16:22,81 zajęła 9. miejsce

- Bieg na 3000 metrów z przeszkodami
  - Matylda Szlęzak z czasem 9:57,38 zajęła 10. miejsce

- Bieg na 100 metrów przez płotki
  - Karolina Tymińska z czasem 13,51 zajęła 8. miejsce

- Bieg na 400 metrów przez płotki
  - Joanna Linkiewicz z czasem 58,39 zajęła 9. miejsce

- Sztafeta 4 × 100 metrów
  - Reprezentacja Polski w składzie Ewelina Ptak, Marika Popowicz, Marta Jeschke, Anna Kiełbasińska z czasem 43,77 zajęła 7. miejsce

- Sztafeta 4 × 400 metrów
  - Reprezentacja Polski w składzie: Iga Baumgart, Patrycja Wyciszkiewicz, Joanna Linkiewicz, Agata Bednarek z czasem 3:35,65 zajęła 9. miejsce

- Skok wzwyż
  - Karolina Błażej z wynikiem 1,80 zajęła 7. miejsce

- Skok o tyczce
  - Anna Rogowska z wynikiem 4,75 zajęła 1. miejsce

- Skok w dal
  - Teresa Dobija z wynikiem 6,41 zajęła 8. miejsce

- Trójskok
  - Małgorzata Trybańska z wynikiem 13,98 zajęła 5. miejsce

- Pchnięcie kulą
  - Paulina Guba z wynikiem 16,08 zajęła 6. miejsce

- Rzut dyskiem
  - Żaneta Glanc z wynikiem 59,29 zajęła 3. miejsce

- Rzut młotem
  - Joanna Fiodorow z wynikiem 62,19 zajęła 12. miejsce

- Rzut oszczepem
  - Magdalena Czenska z wynikiem 50,98 zajęła 12. miejsce